# Łaskawe (powieść)
Łaskawe (oryg. tyt.: Les Bienveillantes) – ponad 1000-stronicowa, napisana po francusku, powieść historyczna Jonathana Littella, wydana we Francji w 2006 roku. Utwór napisany jest w formie fikcyjnych wspomnień byłego SS-mana, Maximiliana Aue, biorącego udział w eksterminacji Żydów podczas II wojny światowej. Mimo licznych kontrowersji, książka zdobyła Nagrodę Goncourtów oraz wyróżnienie Akademii Francuskiej.

## Rozdziały
- Toccata
- Almandy I i II
- Kurant
- Sarabanda
- Menuet (rondo)
- Aria
- Giga

## Główny bohater
Maximilian Aue – postać fikcyjna, nazista, oficer Schutzstaffel, doktor prawa konstytucyjnego, syn Niemca i Francuzki z Alzacji, urodzony tuż przed I wojną światową, homoseksualista, darzący kazirodczym uczuciem siostrę-bliźniaczkę. Po zniknięciu ojca i ponownym ślubie matki przez pewien czas mieszkał we Francji. Następnie powrócił do Niemiec i związał się z ruchem narodowosocjalistycznym. Wstąpił do SD (jednej z organizacji w ramach SS). Pełnił różne funkcje urzędnicze w aparacie bezpieczeństwa III Rzeszy. Był członkiem Einsatzgruppen i brał udział w eksterminacji ludności żydowskiej na Ukrainie (m.in. w Babim Jarze), przebywał również na Krymie i Kaukazie. Podczas bitwy pod Stalingradem został ciężko ranny, a następnie ewakuowany do Niemiec. Na zlecenie Heinricha Himmlera przeprowadzał badania nad skutecznością niemieckiego systemu obozów koncentracyjnych i przymusowej pracy. Uczestniczył również w deportacji Żydów z Węgier i likwidacji obozu koncentracyjnego Auschwitz-Birkenau. Jednocześnie był ścigany przez Kripo pod zarzutem brutalnego zabójstwa matki i ojczyma, których nienawidził. Po upadku Berlina zmienił tożsamość i jako rzekomy były robotnik przymusowy udał się do Francji. Ożenił się i pracował jako dyrektor zakładu produkującego koronki. Nigdy nie poniósł odpowiedzialności za swoje zbrodnie.

## Odbiór
Edwin Bendyk stwierdził, iż „Łaskawe przekonują, że absolutne zło, jakie uaktywnił nazizm, jest skutkiem złamania wszystkich tabu, zakazów, dzięki którym społeczeństwo może funkcjonować, mimo czającej się gdzieś w głębi pierwotnej przemocy”. Grażyna Latos oceniła powieść Littella jako książkę, która „oswobadza umysł”.
Slavoj Žižek był zniesmaczony lekturą Łaskawych, traktując zabieg wsłuchiwania się w życie zbrodniarza wojennego jako nadużycie: „Czy można sobie bowiem wyobrazić zaproszenie brutalnego nazistowskiego bandyty [...] by opowiedział swoją historię? Czy jesteśmy wówczas gotowi przyznać, że Hitler był wrogiem tylko dlatego, że nikt nie wysłuchał jego historii?”